# Mandat des poètes
Le Mandat des poètes est un prix littéraire décerné annuellement par un groupe de plusieurs centaines de poètes de 1950 à 1998, soit 49 années comme l'indique Michel Le Bris. Il est fondé par l'écrivain et libraire Pierre Béarn et récompense un poète malade ou âgé, le prix étant spécifiquement créé pour René-Guy Cadou, atteint d'un cancer, qui meurt le 20 mars 1951, quelques semaines après avoir obtenu le prix. 
Sa récompense est formée de dons de l'Académie française, de l'Académie Mallarmé, de la Société des gens de lettres et de poètes et, plus tard, l'Académie Goncourt. 
Pierre Béarn recevra le prix en 1998 et en sera le dernier lauréat. 
Certaines années le prix est partagé entre deux ou trois lauréats.  

## Liste des récipiendaires
- 1950 : René-Guy Cadou[3].
- 1951 : François-Paul Alibert et Armen Lubin[4].
- 1952 : Jean de Bosschère[5].
- 1953 : Jean Germon.
- 1954 : Pierre Albert-Birot[6] et Colette Benoite.
- 1955 : Louis de Gonzague-Frick et Vicente do Rego Monteiro[7].
- 1956 :
- 1957 :
- 1958 : Jean Laugier[8] et Paul Fort.
- 1959 :
- 1960 : Claire Goll[9].
- 1961 : André Druelle, Jean-Louis Depierris[10] et Ginette Bonvalet[11].
- 1962 :
- 1963 : André de Richaud[12] et Marcel Millet[13].
- 1964 : Maxime Alexandre, Jean Digot et Jean Vodaine[14].
- 1965 : Davertige, Jean Le Louët et Robert Rovini.
- 1966 : Georges Herment et Claude Sernet[15].
- 1967 : Loys Masson et André Gâteau.
- 1968 : Louis Pize[16].
- 1969 :
- 1970 : Raoul Vergez[17].
- 1971 : Jeanne Sandélion, Georges Perros et ?.
- 1972 : Pierre-Jean Jouve[18].
- 1973 : Achille Chavée, Claude de Burine et Marcel Le Gérard[19].
- 1974 : Paol Keineg et ?.
- 1975 : Marguerite Grépon et Yves de Bayser[20].
- 1976 : Ines Donado[21], Armel Guerne et Claude Noël[22].
- 1977-1978 : Philippe Chabaneix et Fernand Tourret[23].
- 1979 :
- 1980 : Alain Robert.
- 1981 :
- 1982 :
- 1983 :
- 1984 : Jacques Baron et Robert Ganzo[24].
- 1985 : Andrea Genovese, Bernard Hreglich et Alain Messiaen[25].
- 1986 : Jean L'Anselme[26].
- 1987 :
- 1988 : Daniel Reynaud (1936-2001)[27].
- 1989 :
- 1990 : Josette Frigiotti[2] et Christine Guénanten.
- 1991 :
- 1992 : Anne Teyssiéras[28].
- 1993 : Toussaint Médine Shangô[29].
- 1994 :
- 1995 :
- 1996 :
- 1997 : André Duprat[30].
- 1998 : Pierre Béarn[31].

Les sources concernant ce prix n'étant pas les plus nombreuses, il existe aussi une liste de poètes ayant obtenu ce prix avant 1975 sans qu'il soit possible d'affirmer l'année : Albert Flad, Roger Lannes, Angèle Vannier, Charles Le Quintrec, André Mary, Philéas Lebesgue, Adrien Miatlev, Renée Rivet, Pierre Lhoro, Blaise Cendrars, M M Machet, Michel Manoll, Marcel Millet, Pierre de Massot, Georges Ribemont-Dessaignes, Jean Phaure, Anne-Marie de Baker et Henri de Lescoët.